# Sassau (Chiemsee)

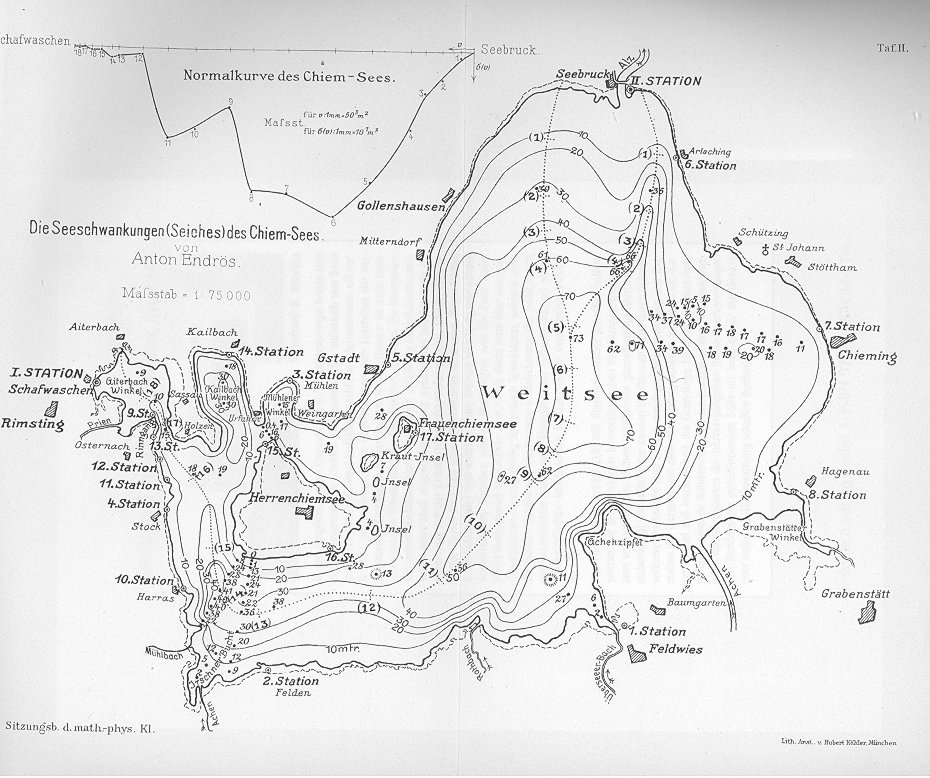
Karte des Chiemsees (1906), mit Sassau im Nordwesten (links oben)

Die Sassau ist eine nur rund 67 Hektar große, flache und teils bewaldete Halbinsel am Nordwestufer des Chiemsees gegenüber der 780 Meter entfernt liegenden Herreninsel. Sie wird im Westen durch den Aiterbacher Winkel (auch: Schafwaschener Bucht) begrenzt, in die beim gleichnamigen Weiler Aiterbach der Gemeinde Rimsting der kleine Aiterbach mündet, und im Osten durch den Kailbacher Winkel, an dessen Ostufer sich die kleinere Halbinsel Urfahrn anschließt. Die Halbinsel gehört zur Gemeinde Breitbrunn am Chiemsee im Landkreis Rosenheim. Die Gemeindegrenze folgt durchgehend der Uferlinie. Der gesamten Westseite ist ein etwa 110 bis zu 230 Meter breiter Schilfgürtel vorgelagert, der ebenso wie der Aiterbacher Winkel zur Gemeinde Rimsting (ebenso wie Breitbrunn zum Landkreis Rosenheim) gehört. Mit ihrer übrigen Uferlinie im Osten und Süden grenzt die Halbinsel an das gemeindefreie Gebiet des Chiemsees, das zum Landkreis Traunstein gehört.
Die Sassau ist an der engsten Stelle nur 180 Meter breit, obwohl sie dort auf dem Luftbild wegen des vorgelagerten Schilfgürtels doppelt so breit erscheint. An der Spitze erreicht sie ihre maximale Breite von 790 Metern. Sie ragt etwa 1800 Meter weit in den See bis zum Kailbacker Eck an ihrem südöstlichen Ende. An ihrem höchsten Punkt, etwa 17 Meter über dem Seespiegel, liegt der gleichnamige Weiler Sassau, der zum Zeitpunkt der letzten Volkszählung (25. Mai 1987) 20 Einwohner in sechs Gebäuden mit Wohnraum zählte. Weitere bewohnte Orte gibt es nicht auf der Halbinsel. Der frühere Weiler Holzen am Südwestende, zu dem auch das Gehöft Steindel im Holz 450 Meter weit abgelegen im Südosten gerechnet wird, wurde als unbewohnt registriert. Zur Volkszählung 1875 hatte Holzen noch acht Gebäude mit 13 Einwohnern (der damals als Einöde typisierte Ortsteil Sassau dagegen nur vier Gebäude mit 10 Einwohnern), heute dagegen sind nur noch drei Gebäude sichtbar (einschließlich Steindel im Holz), die, obwohl verlassen, mit Hausnummern des Weilers Sassau versehen sind.